# 컨베어 YB-60

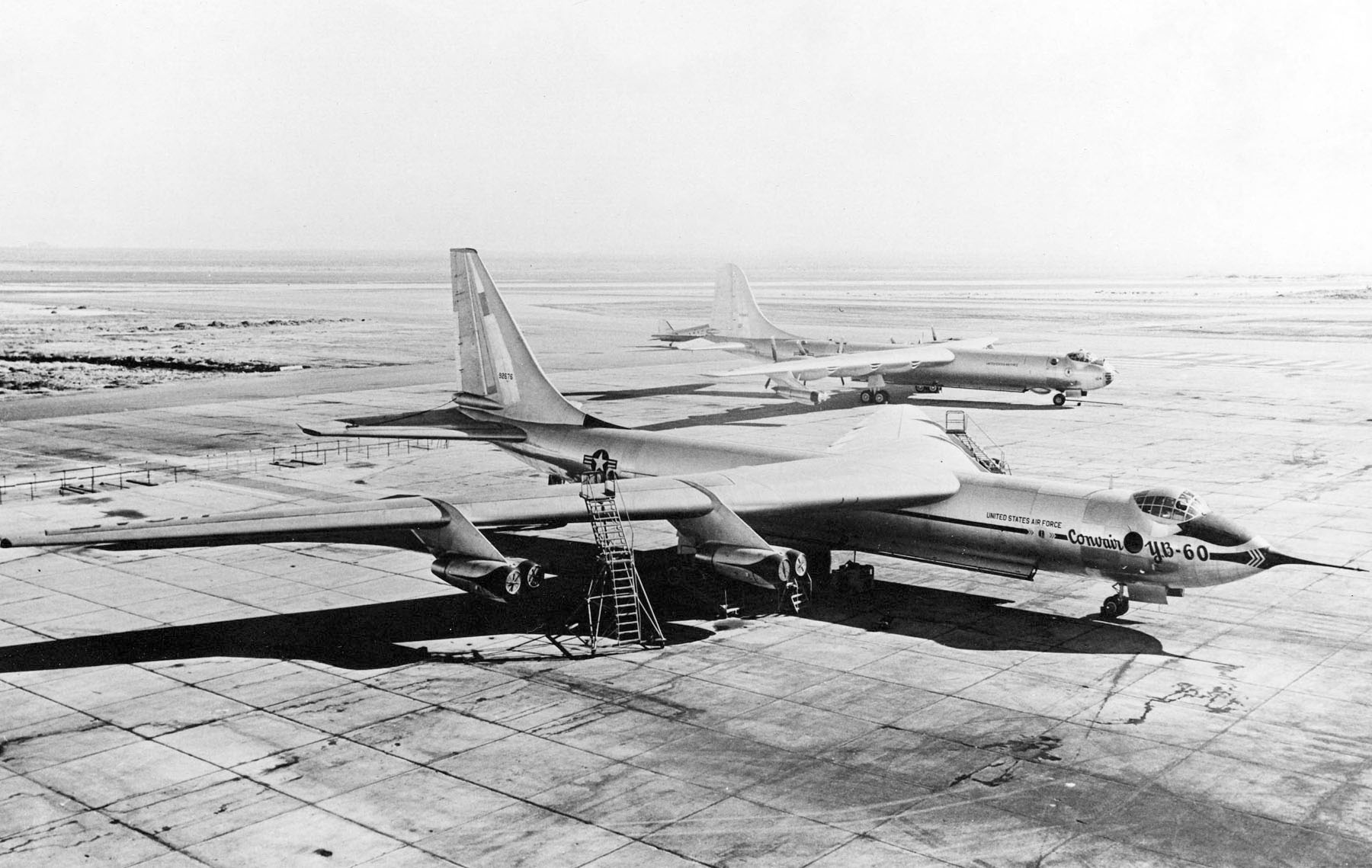

컨베이어 YB-60(Convair YB-60)은 컨베이어 (기업)가 1950년대 초 미국 공군을 위해 제작한 프로토타입 중폭격기이다. 이것은 컨베이어의 초기 혼합 동력 B-36 피스메이커의 순수 제트 동력 개발이었다.

## 제원(YB-60)

### 일반적 특성
- 승무원: 5명(조종사 2명, 항해사, 폭격수/무선 통신수, 무선 통신수/미포수, 모두 전방 구획에 있음)
- 길이: 52m(171피트)
- 날개 폭: 63m(206피트)
- 높이: 18.44m(60피트 6인치)
- 날개 면적: 5,239평방피트(486.7m2)
- 에어포일: 루트: NACA 63(420)-422 Mod.; 팁: NACA 63(420)-517
- 공차 중량: 69,407kg(153,016lb)
- 총중량: 300,000lb(136,078kg)
- 동력장치: 8 × Pratt & Whitney J57-P-3 터보제트 엔진, 각각 8,700 lbf (39 kN) 추력

### 성능
- 최대 속도: 8,915m(29,250피트)에서 508mph(818km/h, 441kn)
- 실속 속도: 115mph(185km/h, 100kn)
- 전투 범위: 2,920마일(4,700km, 2,540nmi)
- 페리 범위: 8,000마일(13,000km, 7,000nmi)
- 서비스 천장: 53,300피트(16,200m)
- 날개 하중: 57.3lb/sq ft(280kg/m2)

### 군사
- 주포: 꼬리 부분에 2 × 20 mm (0.787 in) 대포
- 폭탄: 72,000lb(33,000kg)